# Draadtrekken

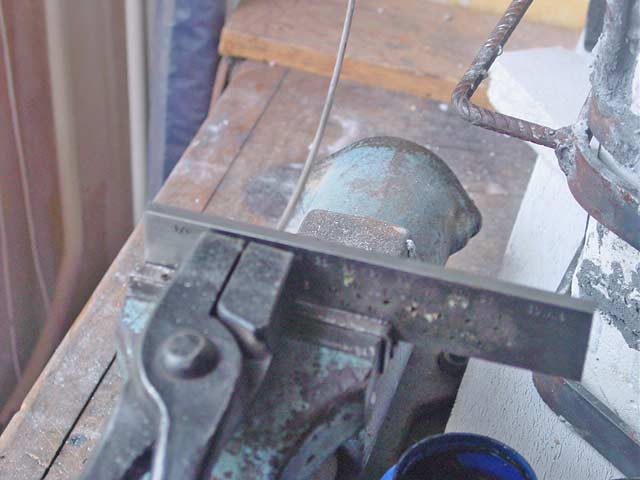
Draadtrekken met de hand.

Draadtrekken is een vormgevingsstap in de metallurgie. Door draadtrekken neemt de treksterkte van staaldraad toe.
Draadtrekken wordt vereenvoudigd door eerst te patenteren, een warmtebehandeling op de walsdraad toe te passen.  
Draadtrekken is een methode om metaaldraad te vervormen. Dus draadtrekken is het draaien van metaaldraad door het draad door een reeks steeds kleiner wordende gaten te trekken.